# Henrique Portela
Pour les articles homonymes, voir Portela.
Henrique Portela est un footballeur portugais né à une date inconnue à Lisbonne et mort à une date inconnue. Il évoluait au poste de milieu de terrain.

## Biographie

### En club
Henrique Portela est joueur du Sporting CP pendant toute sa carrière,.
Avec lui, le club remporte le Championnat du Portugal en 1923, à une époque où la première division portugaise actuelle n'existait pas, son format se rapproche beaucoup de l'actuelle Coupe du Portugal. Le Sporting est également Champion de Lisbonne en 1922, 1923 et en 1925.

### En équipe nationale
International portugais, il reçoit deux sélections dans le cadre d'amicaux en équipe du Portugal pour un but marqué.
Le 17 décembre 1922, il dispute une rencontre contre l'Espagne (défaite 1-2 à Lisbonne). 
Le 16 décembre 1923, toujours contre l'Espagne, il représente l'équipe nationale à Séville et subit une défaite 0-3.

## Palmarès
Sporting CP
- Championnat du Portugal (1) :
  - Vainqueur : 1922-23.

- Championnat de Lisbonne (3) :
  - Champion : 1921-22, 1922-23 et 1924-25.